# Arrecife de Fiery Cross
El Arrecife de Fiery Cross (en chino: 永暑岛; en tagalo: Kagitingan; en vietnamita: Đá Chữ Thập) se refiere a un grupo de tres arrecifes en el borde occidental de Dangerous Ground en las Islas Spratly del Mar de China Meridional.
En 2014 la República Popular China inició la actividad de ganancias de tierras al mar, transformando el espacio en una isla artificial de aproximadamente 274 hectáreas.
La zona está controlada por China (República Popular China) (como parte de Sansha) pero también es reclamada por Filipinas (como parte de Kalayaan, Palawan), Vietnam y la República de China.
El territorio ha sido ocupado por la República Popular China desde 1988, cuando instaló una "estación de observación marina de la Unesco".
Había alrededor de 200 tropas chinas en el arrecife a finales de 2014, aunque este número es probable que haya aumentado significativamente en 2015 con la incorporación de personal de apoyo para la nueva base aérea y el radar de alerta temprana asociado.
Durante 2014 el gobierno de la República Popular China comenzó las obras para la construcción de una gran isla artificial para una pista de aterrizaje y un puerto marítimo alegando que otros países tienen proyectos similares en el área.